# Hockeykväll
Hockeykväll, que l'on pourrait traduire par « la soirée du hockey » en français, est une émission de télévision suédoise dédiée au hockey sur glace et diffusée chaque jeudi, de 21h30 à 22h00, sur la chaîne de télévision publique SVT2. Diffusée depuis le 19 septembre 1985, l'émission est consacrée à l'actualité du hockey sur glace, et donne les résumés et résultats des derniers matchs en cours, notamment en championnat Elitserien. 
Le programme est animé par Marie Lehmann et de l'ancien joueur de hockey Mikael Renberg pour les analyses de match.